# Cammy
Cammy White (キャミィ・ホワイト, Kyamī Howaito),, aussi connue sous le nom Cammy (キャミィ, Kyamī) ou le nom de code Killer Bee (キラービー, Kirā Bī) dans Street Fighter Alpha 3, est un personnage de fiction issu de la série de Street Fighter, édité par Capcom. Elle apparaît pour la première fois en 1993 dans Super Street Fighter II: The New Challengers. Elle est le second personnage féminin jouable de la série, après Chun-Li. Dans Street Fighter Alpha[pas clair], elle porte les collants bleus des soldates de Bison, puis à partir de 'Street Fighter II', des collants verts de camouflage militaire,.

## Biographie

### Canon
Son design contraste avec l'allure classe de Chun-Li en jouant sur le cliché de l'anglaise vulgaire et peu féminine. Selon sa biographie officielle, elle est née le 6 janvier 1974, mesure 164 cm et pèse 46 kg. En réalité, elle a été fabriquée artificiellement par les savants de M. Bison, et fait partie de clones nommées « Shadaloo Dolls », la garde personnelle de Bison composée de jeunes combattantes conditionnées par le Psycho Power. Ce dernier avait en effet besoin de se délester d'un excès de Psycho Power et s'en est servi pour donner vie à Cammy.
Dans Street Fighter Alpha 3, afin de tester sa solidité, Bison envoie Vega tenter de la tuer. Bison est gardée par les autres dolls, dont Juni, Juli et Decapre.
Dans l'anime officiel Street Fighter II, le film, Cammy est arrêtée par Chun-Li après avoir tué le premier ministre anglais. En prison, libérée du Psycho Power, elle perd la mémoire et révèle être un clone sans âme.
Dans Street Fighter IV, Chun-Li la fait se liguer contre Shadaloo et en fait sa seconde coéquipière aux côtés de Guile. Cammy tente d'ailleurs de sauver Ryu aux mains de C.Viper missionnée par le S.I.N afin de faire naître sa rage. Elle échoue face à Viper ce qui réveille la rage de Ryu, il finit par être calmé par Sakura et Ken vient en aide à Cammy toujours inconsciente.
Dans Super Street Fighter IV, Cammy, Guile et Chun-Li sont missionnés d'arrêter Juri, une experte de Taekwondo ayant le Feng Shui Engine remplaçant son oeil perdu dans une fusillade abattant ses parents. Après que Chun-Li soit vaincue, Guile et Cammy apprennent que Juri veut capturer les dolls. Elles sont vaincues, Juri tente de les héliporter mais Guile arrive pour la battre. Il perd le combat et Cammy est la seule qui reste pour vaincre Juri, elle échoue également et elle est propulsée de l'hélicoptère avec une des dolls, Juni. Cammy se promet alors de se venger.
Dans Ultra Street Fighter IV, Decapre a un objectif : Tuer celle qu'elle appelle Killer Bee. Cammy tente de la sauver du Psycho Power, elle y arrive presque mais doit laisser Decapre à Bison car elle risque de mourir.
Dans Street Fighter V, Cammy apparait pour la première fois pour protéger Chun-Li d'une attaque de Bison. Elles sont conviées chez Karin afin de préparer un plan pour déjouer les plans de Bison et de son nouvel acolyte F.A.N.G., les dolls arrivent et Cammy s'apprête à affronter Decapre, mais celle-ci s'enfuit. Avec Ken et Chun-Li, elle fait la rencontre de Laura et Sean, mais Decapre arrive et s'affrontent Cammy gagné et les policiers tentent d'emmener Decapre, Cammy les bat et Juri arrive. Elle lui propose de fuir avec Decapre en moto et elle accepte. À Londres, Decapre se réveille et tente à nouveau de tuer Cammy sous les yeux d'une Juri moqueuse, celle-ci la bat et Vega arrive bat Cammy puis est vaincu par Juri. Celle-ci est missionnée par une femme mystérieuse souvent accompagnée d'un papillon. Elle se fait appeller Helen, on apprendra plus tard qu'Helen est en réalité Kolin et est une disciple de Gill. Plus tard, vers la base de Shadaloo Cammy affronte Juli marquée par le Psycho power, elle gagne puis est embusquée par Vega. Elle perd a nouveau et est protégée par Decapre et Juri. Grâce au hacking de Rachid et de la doll März, les dolls sont libérées du Psycho Power. März se sacrifie pour tuer F.A.N.G. mais elle échoue. Cammy confirmera sa mort dans Street Fighter 6.

### Univers étendu
Dans la série télé Street Fighter 2 V, Cammy est engagée par Balrog ayant infiltré Interpol, pour éliminer Dow Lai, le policier chinois chargé d'enquêter sur l'organisation terroriste. Un soir, elle tente de l'assassiner, mais elle échoue. La nouvelle de la «mort» de Dow Lai se répand comme une traînée de poudre aux informations. Fei Long, qui a appelé son maître le soir de sa tentative d'assassinat, apprend la nouvelle aux informations en arrivant à Barcelone, mais refuse d'y croire. Barlac, le chef de la police, emmène le jeune chinois auprès de Dow Lai, et celui-ci est soulagé de savoir qu'il est toujours vivant. Décidé à veiller sur lui, il attaque la jeune femme qui revient à l'hôpital achever sa mission. Mais Fei Long lui révèle que Shadow Law veut l'éliminer, parce qu'il gênait leur trafic. Cammy décide de le croire sur parole puis confronte Balrog, comprenant avoir été manipulée par celui-ci, grâce à Fei Long. Elle tente d'éliminer Balrog, mais y renonce pour que l'espion de Shadow Law soit arrêté par la police. Elle décide de poursuivre l'organisation terroriste de son côté et adresse un adieu au jeune chinois, reconnaissante envers ce dernier de lui avoir ouvert les yeux.
Dans la version originale de Super Street Fighter II, elle apprend qu'elle fut une Doll choisie pour être le nouveau corps de Bison. Dans les versions européennes et américaines, M. Bison prétend qu'ils auraient été amants, mais il ne s'agit que d'une interprétation personnelle du traducteur.

## Apparitions
- 1993 - Super Street Fighter II: The New Challengers
- 1994 - Street Fighter II, le film (Film d'animation)
- 1994 - Street Fighter (Film - Cammy interprétée par Kylie Minogue)
- 1995 - Street Fighter (série animée)
- 1996 - X-Men vs. Street Fighter
- 1998 - Street Fighter Alpha 3
- 2000 - Marvel vs. Capcom 2: New Age of Heroes
- 2000 - Cannon Spike
- 2000 - Capcom vs. SNK: Millennium Fight 2000
- 2001 - Capcom vs. SNK: Millennium Fight 2000 Pro
- 2001 - Capcom vs. SNK 2: Mark of the Millennium 2001
- 2005 - Namco x Capcom (2005)
- 2006 - Final Fight Streetwise (adversaire facultatif)
- 2009 - Street Fighter IV: The Ties That Bind
- 2009 - Street Fighter IV
- 2010 - Super Street Fighter IV (OAV)
- 2012 - Street Fighter X Tekken
- 2015 - Street Fighter V
- 2023 - Street Fighter 6

## Doublages
Versions japonaises
- Miki Nagasawa (Capcom vs. SNK 2: Mark of the Millennium 2001)
- Yōko Sasaki (Street Fighter II, Street Fighter 2 V)
- Akiko Kōmoto (Street Fighter Alpha 3, Namco x Capcom)
- Miyuki Sawashiro (Street Fighter IV, Street Fighter V, Street Fighter X Tekken)

 Versions anglaises
- Caitlin Glass (Street Fighter IV, Street Fighter V, Street Fighter 6 , Street Fighter X Tekken)
- Susan Hart (X-Men vs. Street Fighter, Capcom vs. SNK: Millennium Fight 2000, Marvel vs. Capcom 2: New Age of Heroes)
- Debra Jean Rogers (Street Fighter II, le film)

## Mouvements spéciaux
- Hooligan Combination : saut spécial, peut être interrompu par le bouton pied pour perturber l'adversaire.

## Coups spéciaux
- Spiral Arrow : attaque en torpille inspirée du Psycho Crusher de Bison, sauf que Cammy frappe avec les pieds.
- Cannon Spike : pied sauté vertical, parade efficace contre la Barcelona Flying Attack de son maître.
- Spin Knuckle : revers de poing avec saut d'élan.
- Razor Edge Slicer : glissade similaire à Vega, s'exécute automatiquement à la fin d'une Hooligan Combination.
- Fatal Leg Twister : prise exécutée pendant le Hooligan Combination si l'adversaire est au sol.
- Cross Scissors Pressure : prise exécutée pendant le Hooligan Combination si l'adversaire est en l'air.
- Cannon Strike : attaque de pied en piqué apparue dans Street Fighter Alpha. À partir de Street Fighter IV, peut également interrompre une Hooligan Combination.
- Cannon Revenge.

## Furies
- Spin Drive Smasher
- Reverse Shaft Breaker
- Killerbee Assault
- Gyro Drive Smasher
- Cammy Quick combination